# Electric Tower
La Electric Tower (o General Electric Tower) es un rascacielos histórico de oficinas ubicado en la esquina de las calles Washington y Genesee en la ciudad de Búfalo, en el estado de Nueva York (Estados Unidos). Es el séptimo edificio más alto de Búfalo. Mide 89,6 m y 14 pisos de altura y tiene el estilo Beaux-Arts con elementos de historismo. Fue diseñada por James A. Johnson y construida en 1912. Fue incluido en el Registro Nacional de Lugares Históricos en septiembre de 2008.

## Historia
La torre se basó en una torre eléctrica anterior construida para la Exposición Panamericana de 1901; al igual que la mayoría de los edificios construidos para ese evento, el original fue solo temporal y se demolió poco después de que terminara la feria. Se hicieron adiciones en 1923 y 1928. El revestimiento de terracota blanco fue construido originalmente como el Edificio Niagara Mohawk y cuenta con una torre octogonal que retrocede tres veces para terminar en una gran linterna. También se conoce como Iskalo Electric Tower, por la empresa de desarrollo inmobiliario propietaria del edificio
Los símbolos decorativos que presentan aspectos de la producción de electricidad se consideran precursores del posterior diseño art deco.
Al igual que One M & T Plaza, la aguja de la torre está iluminada con diferentes colores navideños durante la noche durante todo el año. Ambos edificios están iluminados en azul y oro para los Buffalo Sabres durante los playoffs de la National Hockey League.
La Torre Eléctrica alberga el Buffalo Ball Drop anual en la víspera de Año Nuevo, uno de los lanzamientos de bolas más grandes del continente fuera del lanzamiento de bolas de la ciudad de Nueva York. El Buffalo Ball Drop está acompañado de actuaciones en vivo y fuegos artificiales.